# Symbiont
Symbiont – organizm, który żyje w symbiozie z organizmem innego gatunku, np. bakterie w jelicie grubym u człowieka, bakterie, które trawią celulozę u przeżuwaczy (krowa).

## Ektosymbiont
Symbiont zewnętrzny, związany z koloniami gospodarzy co najmniej podczas części swojego cyklu życiowego, jednakże niebędący pasożytem wewnętrznym.